# Guillaume de Roquefeuil
Guilhem ou Guillaume  de Roquefeuil, en espagnol Guillermo, Guillem ou Guillén de Rocafull, mort en Murcie, est un noble seigneur du XIIIe siècle, probablement issu de la famille de Roquefeuil-Anduze. 
Au service du Roi d'Aragon, Jacques Ier, il participe à la signature du traité de Corbeil (1258) et à l'écrasement de la révolte mudéjar, en Murcie (1264-1266).

## Biographie

### Origines
La date de naissance de Guillaume, que l'on trouve sous la forme occitane, Guilhem, et espagnole, Guillén/Guillem de Rocafull, n'est pas connue en l'état actuel des connaissances. Elle pourrait être placée dans la première moitié du XIIIe siècle.
Il pourrait être le fils, peut être naturel, d'Arnaud Ier de Roquefeuil. Le Grand armorial de France (GAF, 1952) le signale comme « bâtard de Roquefeuil, sgr de Versols et de Bonvoisin (fils d'Arnaud, sgr de Roquefeuil et d'Anduze) ». Il serait ainsi le frère de Raymond III, héritier d'Arnaud Ier.
L'érudit espagnol Francisco Cascales (en) (c. 1559-1642) considérait qu'il avait des liens familiaux étroits avec le roi Jacques Ier d'Aragon. L'historien Pierre Guichard (1983) mentionne que les « Rocafull, [sont] apparentés aux derniers seigneurs de Montpellier et donc, par alliance, à la maison d'Aragon ».

### Au service du roi d'Aragon
Guillaume est au service du roi d'Aragon, Jacques Ier.
Il est nommé lieutenant du roi — dit aussi baile de Montpellier — de la seigneurie de Montpellier (le GAF utilise l'expression « Gouverneur de Montpellier »), alors possession aragonaise, de 1252 à 1259. Lorsque Raimond Gaucelm de Lunel meurt, en 1263, le roi demande à Guillaume de Roquefeuil de reprendre la lieutenance et de recouvrir les dettes de la seigneurie. Guillaume achète tous les droits et revenus de Montpellier, pour deux ans. À l'issue de la période, le contrat est prolongé à nouveau pour un an.
En 1258, il est le représentant du Roi auprès de la France lors du traité de Corbeil qui fixe la frontière entre l'Aragon et la France. Il appose son sceau le 5 des ides de mars sur le texte (voir ci-après « Sceau »). 
Le 5 mai 1263, il est envoyé à la cour de Savoie, afin d'organiser le mariage de l'Infant Jaime, second fils du roi Jacques Ier, avec Béatrice Contesson, fille du comte Amédée IV († 1253),. Toutefois, cette union n'abouti pas, les fiançailles sont rompus le 11 août 1266. Le 15 juillet 1266, il est de nouveau mandaté pour négocier la même union, mais sans que des suites soient données. Béatrice Contesson finit par épouser un noble de la région qui meurt peu de temps après, puis l'Infant Manuel à l'automne 1275. Le médiéviste Kinkade (2019) considère que Guillaume a pu contribuer à cette union.

### Reconquête de la Murcie
Il fait partie des principaux chevaliers qui participent à la reconquête du royaume de Murcie, aux côtés du roi Jacques Ier, en 1264. Il intervient ainsi dans l'écrasement du soulèvement mudéjar, qui se déroule entre 1264 et 1266,.
Guillaume obtient, le 13 septembre 1266, le château et la ville d'Alpera (actuelle province d'Albacete),,. La famille semble s'installer à cette date en Castille. L'historien Pretel Marín (2010) indique cependant que l'on ne sait pas précisément si Guillaume a reconquis Alpera et aurait réclamé sa part par la suite, ou s'il s'agit d'une concession en raison de ses services. Il semble en tout cas n'avoir pas conservé ses droits bien longtemps, le roi lui ayant retiré la garde de ce territoire frontalier. Kinkade (2019) considère qu'il les obtient en raison de ses services.
Il semble avoir obtenu aussi la seigneurie d'Abanilla.
Il aurait été légitimé, par Lettres Patentes du roi d’Aragon, en 1263.
Louis de La Roque (1860) indiquait qu'il a reçu, le 17 mai 1273, une lettre du Roi d'Aragon lui « reconnaissant son ancienne noblesse ». Josef Smets (2001) mentionne une « lettre envoyée de Lérida en mai 1273 », le roi Jacques Ier le promut « au grade de lieutenant royal et grand-amiral du royaume de Murcie, tout en lui offrant en même temps les seigneuries de Cournonsec, de Mireval et de Grémian dans le Bas-Languedoc ».

### Testaments et succession
Guillaume fait rédiger un testament et un codicille, par le notaire Bernard de Bernis, en 1265. Il teste, à nouveau en 1273. Il en fait rédiger un autre, qu'il qualifie de « dernier testament », le 18 janvier 1274. Il le fait amender en novembre 1275.
Guillaume semble mourir avant l'année 1281, pour Kinkade (2019).
Ses deux fils, Jean et Raymond, se partagent l'héritage lors d'un arbitrage rendu à Tolède le 25 avril 1281.

## Famille
Guillaume de Roquefeuil semble avoir épousé femme Ricarde [de Bonvoisin], dont sont issus : 
- Jean (Joan), qui hérite des possessions de son père en France, notamment la terre de Versols. ∞ Hélix/Alix de Roquefeuil[2].
Ses deux fils sont auteurs de deux branches[2].
- Raimond/Raymond (Ramón)[9], héritier des biens situés en Aragon, Adelantado mayor de Murcia (es) (1284)[9],[11]. Son patronyme évolue progressivement en Rocafull. 
Il est ainsi l'auteur d'une branche qui sera élevée au rang de Grand d'Espagne et qui comptera entre autres un vice-Roi du Pérou, un vice-Roi de Majorque ou encore un grand maître de l'ordre de Saint Jean de Jérusalem.

## Sceau

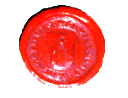
Sceau de Guillaume de Roquefeuil, datant de 1258, Archives nationales n°3441

Le sceau de Guillaume [de Roquefeuille], ayant servi au traité de Corbeil du 5 des ides de mars (11 mars) 1258, est conservé aux Archives nationales. Le sceau se trouve entre ceux de saint Louis et du roi d'Aragon . 
Il porte l'inscription : S' GVILLELMI : DE ROCOFOLIO (Sigillum Guillelmi de Rocofolio). Le sceau est constitué des armes de ce dernier, représentées par un Écu arrondi, chargé d'une cordelière passée en sautoir.
Les armes de son frère, Raymond III de Roquefeuil, figurant dans la cinquième grande salle des croisades au château de Versailles, sont représentées ainsi (voir illustration) d'azur, à la cordelière d'or. Les armes de la famille de Roquefeuil sont De gueules, à la cordelière d'or passée en sautoir.

### Études récentes
- Pierre Clerc, Dictionnaire de Bibliographie héraultaise, Tome 2, Les nouvelles presses du Languedoc, 2006.
- Philippe Figuière, « Le testament de Guilhem de Roquefeuil (1274), redécouvert aux Archives Nationales de Madrid », Études héraultaises, no 61,‎ 2023, p. 61 à 80 (lire en ligne).
- Travaux de Hideyuki Katsura (thèse sur La seigneurie de montpellier au 12e et 13e siècles, 1996, et publications connexes).
- Hubert de Vergnette de Lamotte, Filiations languedociennes, Tome 3, Mémoires et documents, 2006,  (ISBN 2-914611-49-8).

### Ouvrages anciens
- Hippolyte de Barrau, Documens historiques et généalogiques sur les familles et les hommes remarquables du Rouergue dans les temps anciens et modernes, N. Ratery, 1853 (lire en ligne).
- « Roquefeuil », paragraphe « I. Guillaume de Roquefeuil », dans Louis Moreri, Claude-Pierre Goujet, Etienne-François, Le Grand dictionnaire historique, ou Le mélange curieux de l'histoire sacrée et profane, tome 9, Libraires associés, Paris, 1759, p. 355 [lire en ligne].